# La Déploration sur le Christ mort (Boucher de Bourges)
 (décembre 2022).
Si vous disposez d'ouvrages ou d'articles de référence ou si vous connaissez des sites web de qualité traitant du thème abordé ici, merci de compléter l'article en donnant les références utiles à sa vérifiabilité et en les liant à la section « Notes et références ».
 (décembre 2022).
- Si vous ne connaissez pas le sujet, laissez ce bandeau (vous pouvez alors contacter les auteurs).
- Si vous supprimez le contenu mis en cause (vous pouvez préalablement contacter les auteurs),

argumentez précisément cette suppression dans la page de discussion
(un manque de référence n'est pas un argument ; une recherche réelle de référence doit avoir été effectuée, être formellement documentée).
Pour l’article homonyme, voir La Déploration sur le Christ mort.
La Déploration sur le Christ mort, également nommée Descente de Croix, est un tableau de Jean Boucher de Bourges datant de 1618. Il reprend la tradition iconographique des descentes de croix et représente un épisode du Nouveau Testament, où le Christ mort est descendu de la Croix par la Vierge, l'apôtre saint Jean et Marie-Madeleine.
Le peintre a créé cette œuvre après son voyage en Italie, où il a pu renouveler son inspiration. Il a principalement eu une renommée locale et la plupart de ses commandes traitaient de thèmes religieux. Par ailleurs, il a peint cette toile au moment le plus prolifique de sa carrière.

## Historique de l'œuvre
Grâce à la signature de l'œuvre, il est certain que le tableau a été achevé en 1618, bien que le commanditaire n'ait jamais été retrouvé. Il est cependant probable qu'il ait été peint pour une église du Poitou, étant donné que le peintre avait reçu d'importantes commandes de Poitiers et de ses environs. Il était aussi probablement destiné à un maître-autel, ce qui explique le format et les pans coupés dans le haut.
Le parcours de l'œuvre ne nous est pas parvenu entre cette date et le XIXe siècle, quand elle a été donnée par la famille Courbe à l'église Saint-Porchaire de Poitiers. Cet historique est mentionné sur le cadre du tableau. 
Le tableau est classé aux Monuments Historiques pour la première fois par un arrêté datant du 10 juillet 1909.
En 1944, il est restauré par le peintre Pierre Valade avant d'être transféré à la Cathédrale Saint-Pierre de Poitiers, où il est encore aujourd'hui.
Il a été restauré une seconde fois en 1984, en prévision d'une exposition par le service des Monuments historiques.

## Description
Le tableau est composé suivant un axe vertical symétrique, dans l'alignement du Christ, de sa mère et de la Croix. Il y a une séparation assez nette entre le cadre terrestre, qui se développe sur un axe horizontal où différents personnages en adoration pleurent et honorent le Christ, et le cadre céleste, qui se développe sur l’axe central. Le corps du Christ se trouve à la jonction entre ces deux mondes, dans une position à demi-assise le plaçant sur ces deux axes, ce qui rappelle sa double nature (humaine et divine). On peut par ailleurs remarquer que son corps ne porte aucun stigmate des supplices qu’il a subis.
On retrouve au premier plan quatre femmes agenouillées (les Saintes Femmes) autour du corps étendu du Christ, trois d’entre elles baisent les blessures qui devraient être sur les mains et les pieds du Christ. La dernière femme, qui relève les yeux vers son visage, est la seule qui est identifiable grâce à la roue dentée qu’elle tient à la main : il s'agit de sainte Catherine. Elle est aussi la seule figure sainte du premier plan et porte une couronne qui souligne son lignage royal. Elle porte dans son autre main la palme des martyrs.
Derrière eux, au second plan, on retrouve des personnages bibliques ou du moins en rapport avec la religion. L'apôtre saint Jean, à la gauche de Marie, arbore une expression de douleur, et sainte Marie-Madeleine, reconnaissable à la tunique jaune dont elle est vêtue, est montrée dans un geste de recueillement. Marie exprime son affliction en levant les yeux vers le ciel et en posant une main sur son cœur, l’autre soutenant la tête de son fils. 
Sur les côtés se trouvent deux évêques, reconnaissables à leur crosse, qui à ce jour n'ont pas été identifiés mais qui ont été supposés être des donateurs par René Crozet, un spécialiste du Poitiers ancien. L’évêque de gauche a à ses pieds une coiffe de couleur violette qui symbolise le deuil ainsi que la rédemption du Christ, tandis que l'on peut voir près de l’évêque de droite une coiffe de couleur or qui symbolise la royauté du Christ.
Dans la partie supérieure des cieux se trouvent deux putti, en symétrie de chaque côté de la croix, qui sont probablement une représentation des Cieux. Ce tableau est aussi l'un des premiers à utiliser cette construction symétrique et frontale, qui deviendra le modèle de prédilection du peintre dans une idée de monumentalité.

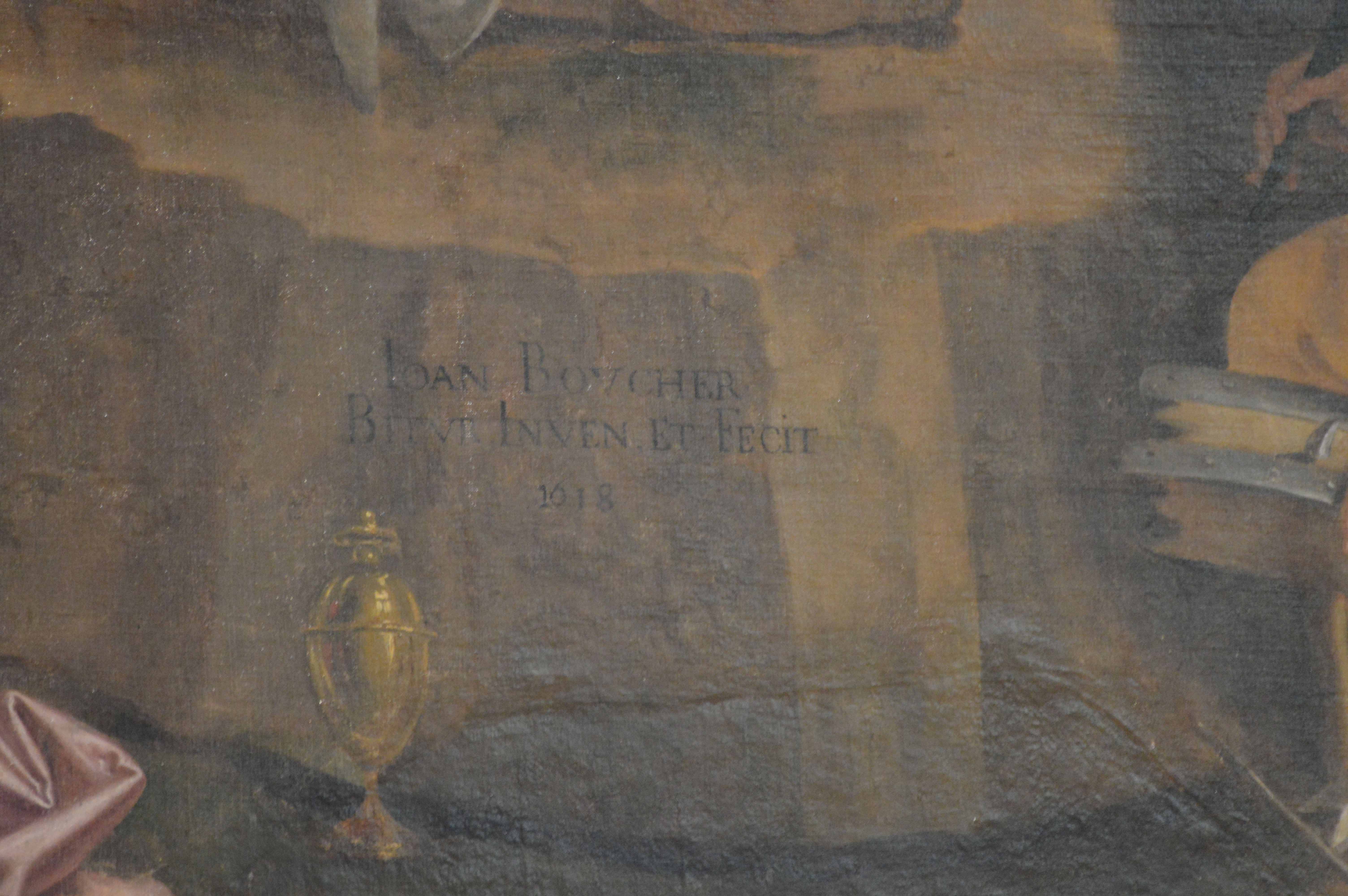
Signature, datation et inscription par le peintre

Sur la pierre soutenant le corps du Christ, on peut retrouver l’inscription “JOAN BOUCHER BITUR INVEN ET FECIT”, qui peut se transcrire par “Jean Boucher de Bourges l’a inventé et l’a fait”, suivie de la date de réalisation de l'œuvre.

## Inspiration et autres versions de l'œuvre
L'historien de l’art Jacques Thuillier a souligné une possible parenté avec La Piéta de Rosso Fiorentino, avec la composition liant trois saintes femmes, comme la Piéta liait la Vierge, Marie-Madeleine et sainte Catherine, dans une disposition en triangle via le corps nu du Christ sur le tableau du peintre italien.

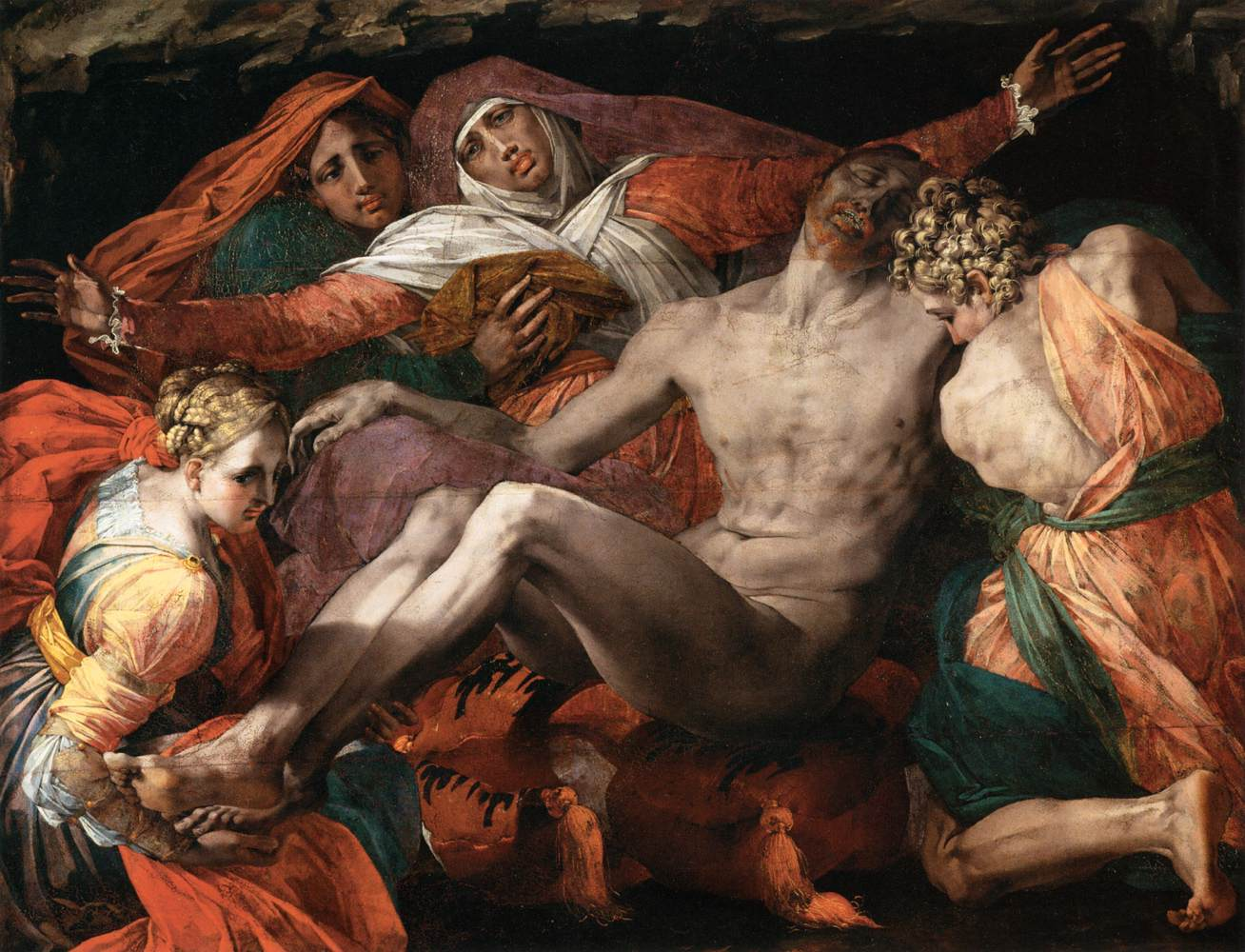
La Pietà de Rosso Fiorentino

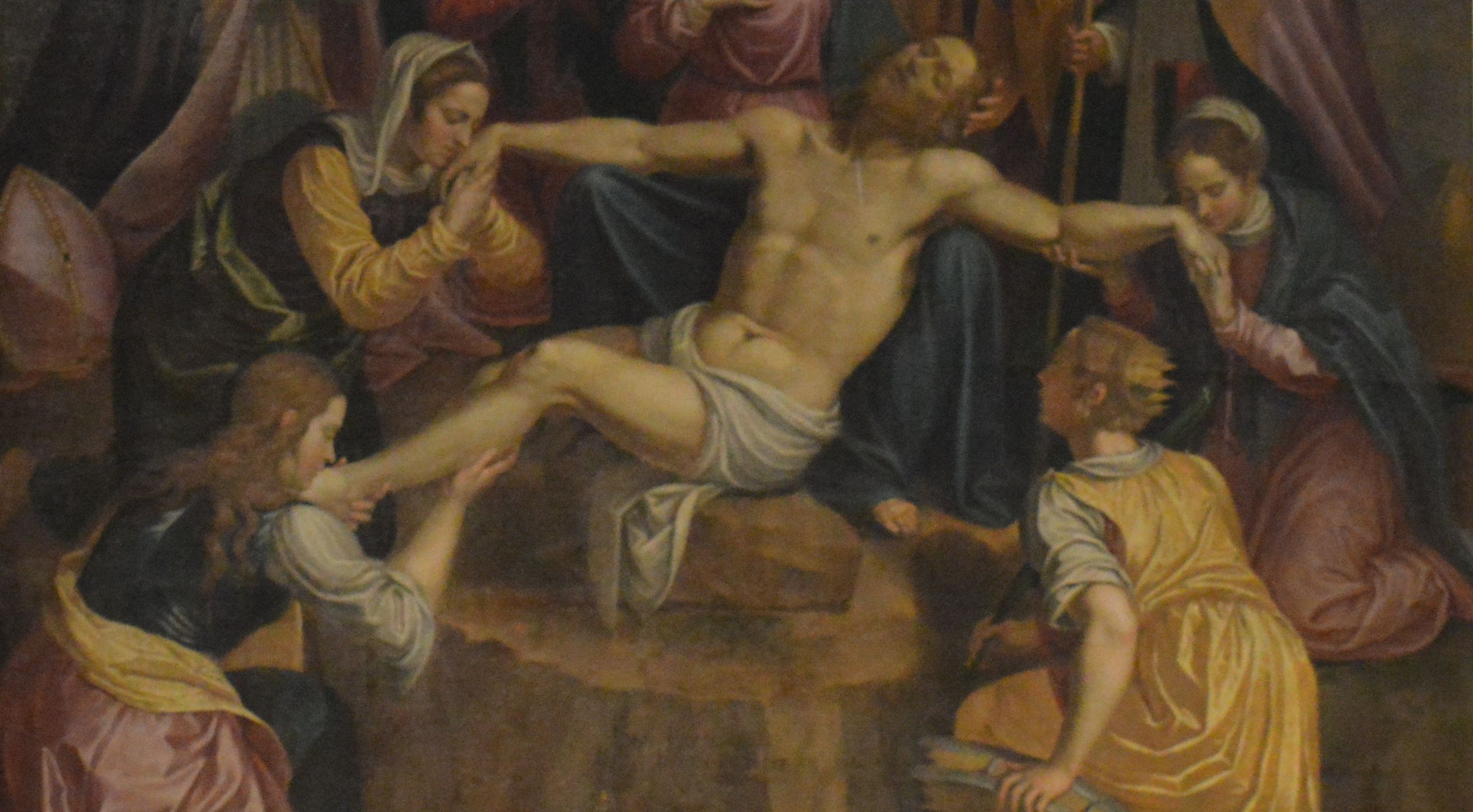
Détail du tableau de 1618

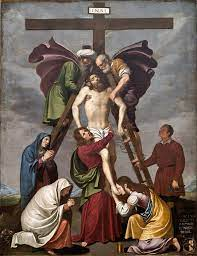
Tableau situé à l'église Saint-Antoine, à Loches

Il existe une autre version de la Descente de Croix par Jean Boucher de Bourges, peinte en 1626 et conservée dans la nef de l'église Saint-Antoine de Loches. 
Le tableau arbore la même composition symétrique et frontale, bien que cette fois elle se développe sur un axe vertical, suivant toujours le corps du Christ en son centre, auquel se superpose la croix. On voit cette fois apparaître les blessures de ses mains, mais pas celles censées être présentes sur son flanc droit, sa tête ou ses pieds.
Les couleurs apparaissent aussi plus acides, avec un grand usage des couleurs primaires mais aussi des complémentaires rouge et vert. Le fond est simple et sombre, permettant aux personnages de se détacher comme pour le tableau de la cathédrale Saint-Pierre.
Les Saintes Femmes sont cependant absentes. En revanche, le tableau représente un homme avec un turban, qui pourrait être Nicodème, et un vieil homme à droite qui pourrait être Joseph d’Arimathie, deux personnages très souvent associés à ce thème biblique et qui seraient ceux qui auraient descendu le Christ de la croix.
Dans la partie inférieure, se retrouve les quatre personnages principaux du tableau de 1618 : 
- saint Jean, qui réceptionne le corps du Christ ;
- Marie, joignant ses mains dans une attitude de prière ;
- Marie-Madeleine, elle aussi les mains jointes, agenouillée ;
- sainte Catherine, elle aussi agenouillée, baisant le pied du Christ défunt.

Il existe également une autre version de l'œuvre conservée à l'église d'Annay.